# Эраствере (озеро)
Э́раствере (эст. Erastvere) — долинное сточное эвтрофное озеро, расположенное в юго-восточной Эстонии (уезд Пылвамаа), в деревне Эраствере волости Канепи. Из озера Эраствере берёт начало река Ахья.

## Физико-географические характеристики
Озеро расположено на возвышенности Отепя. Относится к старым озёрам Эстонии, чьё развитие началось в плейстоцене.
Озеро имеет продолговатую форму, вытянутую с юго-запада на северо-восток. Северо-восточная часть озера более вытянутая, чем юго-западная.
Длина водоема составляет 825 м, наибольшая ширина — 290 м. Средняя глубина озера равна 3,5 м.

## Флора и фауна
Количество фитопланктона в озере — от среднего до высокого. В пробах, полученных во время цветения синезелёных водорослей было обнаружено 62 таксона. В открытой воде доминировали синезелёные водоросли. В прибрежной зоне увеличилось количество зеленых водорослей, но доминирующими видами остались синезелёные водоросли.
Количество зоопланктона среднее. В результате исследований А. Мяэмэтса 1958 года, в озере было обнаружено 18 видов. В открытой воде и в прибрежной зоне доминировали ветвистоусые раки.
Количество растений среднее. Всего было обнаружено 17 видов макрофитов, растущих на трети площади озера. Максимальная глубина, на которой произрастают растения — 2,2 метра.
Фауна рыб богата видами. Здесь водятся окунь, лещ, плотва, щука и линь.